# Kabinett Pompidou II
Das Kabinett Pompidou II wurde am 28. November 1962 ernannt und wurde von Premierminister Georges Pompidou gebildet. Das Kabinett folgte dem Kabinett Pompidou I und wurde am 12. Juni 1963, 23. Juli 1964 und 23. Februar 1965 umgebildet. Die Regierung befand sich bis zum 8. Januar 1966 im Amt und wurde dann vom Kabinett Pompidou III abgelöst.

## Kabinett

### Minister
Dem Kabinett gehörten folgende Minister an:
| Amt                                                                                             | Name                      | Beginn der Amtszeit | Ende der Amtszeit |
| ----------------------------------------------------------------------------------------------- | ------------------------- | ------------------- | ----------------- |
| Premierminister                                                                                 | Georges Pompidou          | 28. November 1962   | 8. Januar 1966    |
| Staatsminister, Kulturminister                                                                  | André Malraux             | 28. November 1962   | 8. Januar 1966    |
| Staatsminister, Minister für Überseegebiete                                                     | Louis Jacquinot           | 28. November 1962   | 8. Januar 1966    |
| Staatsminister, Minister für die Reform der Verwaltung                                          | Louis Joxe                | 28. November 1962   | 8. Januar 1966    |
| Staatsminister, Minister für wissenschaftliche Forschung und Atom- und Raumfahrtangelegenheiten | Gaston Palewski           | 28. November 1962   | 22. Februar 1965  |
| Siegelbewahrer, Justizminister                                                                  | Jean Foyer                | 28. November 1962   | 8. Januar 1966    |
| Außenminister                                                                                   | Maurice Couve de Murville | 28. November 1962   | 8. Januar 1966    |
| Innenminister                                                                                   | Roger Frey                | 28. November 1962   | 8. Januar 1966    |
| Minister für die Streitkräfte                                                                   | Pierre Messmer            | 28. November 1962   | 8. Januar 1966    |
| Minister für Finanzen und Wirtschaft                                                            | Valéry Giscard d’Estaing  | 28. November 1962   | 8. Januar 1966    |
| Minister für nationale Bildung                                                                  | Christian Fouchet         | 28. November 1962   | 8. Januar 1966    |
| Minister für öffentliche Arbeiten und Verkehr                                                   | Marc Jacquet              | 28. November 1962   | 8. Januar 1966    |
| Industrieminister                                                                               | Michel Maurice-Bokanowski | 28. November 1962   | 8. Januar 1966    |
| Landwirtschaftsminister                                                                         | Edgard Pisani             | 28. November 1962   | 8. Januar 1966    |
| Arbeitsminister                                                                                 | Gilbert Grandval          | 28. November 1962   | 8. Januar 1966    |
| Minister für öffentliche Gesundheit und Bevölkerung                                             | Raymond Marcellin         | 28. November 1962   | 8. Januar 1966    |
| Minister für das Bauwesen                                                                       | Jacques Maziol            | 28. November 1962   | 8. Januar 1966    |
| Minister für Veteranen und Kriegsopfer                                                          | Jean Sainteny             | 28. November 1962   | 8. Januar 1966    |
| Minister für Post und Telekommunikation                                                         | Jacques Marette           | 28. November 1962   | 8. Januar 1966    |
| Informationsminister                                                                            | Alain Peyrefitte          | 28. November 1962   | 8. Januar 1966    |
| Minister für Rückkehrer                                                                         | François Missoffe         | 28. November 1962   | 23. Juli 1964     |

### Beigeordnete Minister und Staatssekretäre
Dem Kabinett gehören ferner folgende Beigeordnete Minister und Staatssekretäre an:
| Amt | Name                  | Beginn der Amtszeit | Ende der Amtszeit |
| --- | --------------------- | ------------------- | ----------------- |
| Staatssekretär beim Premierminister für Algerien-Angelegenheiten                                           | Jean de Broglie       | 28. November 1962   | 8. Januar 1966    |
| Staatssekretär beim Premierminister für Beziehungen zum Parlament                                          | Pierre Dumas          | 28. November 1962   | 8. Januar 1966    |
| Staatssekretär beim Premierminister für wissenschaftliche Forschung und Atom- und Raumfahrtangelegenheiten | Yvon Bourges          | 23. Februar 1965    | 8. Januar 1966    |
| Staatssekretär im Außenministerium                                                                         | Michel Habib-Deloncle | 28. November 1962   | 8. Januar 1966    |
| Staatssekretär für den Haushalt im Finanz- und Wirtschaftsministerium                                      | Robert Boulin         | 28. November 1962   | 8. Januar 1966    |
| Beigeordneter Minister für Zusammenarbeit beim Finanz- und Wirtschaftsminister                             | Raymond Triboulet     | 28. November 1962   | 8. Januar 1966    |
| Staatssekretär für Jugend und Sport                                                                        | Maurice Herzog        | 11. Juni 1963       | 8. Januar 1966    |